# جیما
جیما (به لاتین: Jimma) یک منطقهٔ مسکونی در اتیوپی است که در منطقه اورومیا واقع شده‌است. جیما ۲۰۷٬۵۷۳ نفر جمعیت دارد و ۱٬۷۸۰ متر بالاتر از سطح دریا واقع شده‌است.